# Datadawai Airport
Datadawai Airport (engelska: Datah Dawai Airport, indonesiska: Bandar Udara Datah Dawai) är en flygplats i Indonesien.   Den ligger i provinsen Kalimantan Timur, i den nordvästra delen av landet, 1 200 km nordost om huvudstaden Jakarta. Datadawai Airport ligger 152 meter över havet.
Terrängen runt Datadawai Airport är kuperad västerut, men österut är den platt. Runt Datadawai Airport är det mycket glesbefolkat, med 3 invånare per kvadratkilometer. I omgivningarna runt Datadawai Airport växer i huvudsak städsegrön lövskog.